# Axel Strøbye
Axel Strøbye (født Aksel Strøby Jacobsen den 22. februar 1928 på Frederiksberg, død 12. juli 2005 i Charlottenlund) var en dansk skuespiller.
Strøbye var søn af herreekviperingshandler Axel Ingvard Jacobsen og dennes hustru Aleksia F. Petersen. Han kom som en uventet tvilling til broderen Jørgen, og da forældrene ikke havde udvalgt mere end et drengenavn før fødslen, fik han faderens fornavn.
Axel Strøbye blev først uddannet arkitekt ved Kunstakademiets Arkitektskole, men kom kort efter på anbefaling af Olaf Ussing ind på Det kongelige Teaters elevskole, hvor han gik i perioden 1950 – 1952.

## Teater
Efter endt uddannelse blev han i begyndelsen af 1950'erne ansat på Aalborg Teater og siden på flere forskellige københavnske teatre.
Fra 1967 – 1992 var han fast engageret ved Det Kgl. Teater. I de ca. 25 år spillede han omkring 60 roller heraf mange klassiske i skuespil af bl.a. Holberg, Shakespeare, Strindberg og Ibsen.
Han forlod teatret i vrede efter uoverensstemmelser med teatrets ledelse.
Efter bruddet spillede og instruerede han i sit og hustruen Hanne Borchsenius' turnéteater.
Axel Strøbye medvirkede desuden gennem årene i et utal af revyer og cabareter. Han prøvede også kræfter med instruktørgerningen, f.eks. ved Tivolirevyen i perioden 1975-1979.

## Film
Han debuterede i filmen Nålen i 1951 og medvirkede i løbet af 1950'erne i biroller i forskellige danske film.
Axel Strøbyes første store filmrolle kom med filmen Den sidste vinter fra 1960, et drama om besættelsestiden. Filmkarrieren tog mere fart i løbet af dette årti ved hans medvirken i film som Den grønne elevator (1961), der var den egentlige begyndelse på det komiske rollefag, der efterhånden blev hans kendetegn. Andre velkendte film fulgte efter, bl.a. Han, hun, Dirch og Dario samt serien Min søsters børn. Dernæst har han også medvirket i Dyrlægens plejebørn fra 1968 hvor han spiller cirkusdirektøren Don Pedro som tilsyneladende har gjort Kirsten (Lone Hertz), som har optrådt som artist i hans enmastede cirkus, gravid. Don Pedro er et kapitel for sig selv og hver gang talen drejer sig om bryllup går han i panik.
I 1970'erne huskes han nok især for de store gennemgående roller i serierne Olsenbanden og Familien Gyldenkål. I Olsen-Bande-filmene slog han sin rolle fast som Kriminalassistent Jensen i sit evigt brun-ternede jakkesæt med dertil hørende hat. Den rutinerede kriminalassistent må evig og altid forklare alting for sin lettere grønne underordnede Holm, spillet af Ole Ernst, og han oplever gennem serien af Olsen-banden-film både at blive forfremmet til Kriminalassistent af 1. Grad, at modtage Ridderkorset, for sidenhen at blive degraderet til Motorkontorets Afdeling for Kasserede Nummerplader, og endelig til slut blive afskediget og sendt på førtidspension.
Han spillede også med i de to film, der har vundet en Oscar til dansk film, Babettes gæstebud og Pelle Erobreren.

## Fjernsyn
Mest kendt er han for sin medvirken i Matador-serien i 1970'- og 80'erne som sagfører Viggo Skjold Hansen. Som den maniske og lettere selvglade sagfører, der er gift med den knapt så fine men dog yderst underholdende Musse, oplever han at få sat Mads Skjern under alvorligt pres og blive forfulgt som værnemager pga. sit samarbejde med den tyske besættelsesmagt, og endelig bliver han totalt forvandlet i de sidste af seriens afsnit, da Modstandsbevægelsen anholder ham.
Han er dog også kendt som skurken Viggo Velva i julekalenderen Skibet i Skilteskoven fra 1992.

## Privatliv
Han var gift første gang med skuespilleren Kirsten Jessen, og levede derefter sammen med skuespilleren Lone Hertz 1962-75, med hvem han fik børnene Tomas (født 1966 - død 2024) og Michaëla (1968). I 1978 blev han gift med skuespilleren Hanne Borchsenius, et ægteskab, der varede til hans død.
Han døde af kræft i 2005.

## Udvalgt filmografi

### Film
Axel Strøbye medvirkede i 89 danske film.
| År   | Titel                                 | Rolle                                          | Noter           |
| ---- | ------------------------------------- | ---------------------------------------------- | --------------- |
| 1951 | Naalen                                | Indbrudstyv                                    |                 |
| 1953 | Fløjtespilleren                       | Musiker - klarinet                             |                 |
| 1953 | Det gælder livet                      | Mekaniker                                      |                 |
| 1954 | Jan går til filmen                    | Regissør                                       |                 |
| 1954 | Karen, Maren og Mette                 |                                                |                 |
| 1954 | I kongens klæ'r                       | sergent Thorvald Rønne                         |                 |
| 1954 | Far til fire i sneen                  | Portier                                        |                 |
| 1954 | Vores lille by                        | Beboer som viser chauffør vej                  |                 |
| 1954 | Det er så yndigt at følges ad         |                                                |                 |
| 1956 | Kristiane af Marstal                  | sømand Svendsen                                |                 |
| 1956 | Ung leg                               | Garderobemand                                  |                 |
| 1957 | Ingen tid til kærtegn                 | DSB-ansat                                      |                 |
| 1958 | Styrmand Karlsen                      | Sømand                                         |                 |
| 1958 | Pigen og vandpytten                   | Journalist                                     |                 |
| 1959 | Poeten og Lillemor                    | Landmåleren                                    |                 |
| 1960 | Tro, håb og Trolddom                  | Vred mand                                      |                 |
| 1960 | Den sidste vinter                     | modstandsmand Erik Sørensen, Johns bror        |                 |
| 1961 | Den grønne elevator                   | Hother Holk, direktør for modehus              |                 |
| 1962 | Duellen                               | Basse                                          |                 |
| 1962 | Han, hun, Dirch og Dario              | Henry, Pouls højre hånd                        |                 |
| 1962 | Det tossede Paradis                   | smeden Hjalmer                                 |                 |
| 1962 | Det stod i avisen                     | En ven af huset                                |                 |
| 1962 | Oskar                                 | massør Egon Larsen                             |                 |
| 1963 | Pigen og pressefotografen             | advokat Aksel Gormsen                          |                 |
| 1963 | Et døgn uden løgn                     | direktør Janzen                                |                 |
| 1963 | Bussen                                | grovsmeden Lars, Helgas kæreste                |                 |
| 1963 | Sekstet                               | Robert, Elaines mand                           |                 |
| 1963 | Syd for Tana River                    | Derek                                          |                 |
| 1964 | Selvmordsskolen                       | Doktor X                                       |                 |
| 1964 | Tine                                  | forpagter Sten                                 |                 |
| 1964 | Premiere i Helvede                    | direktør Richard                               |                 |
| 1965 | Gertrud                               | Axel Nygen                                     |                 |
| 1965 | Flådens friske fyre                   | Telegrafist                                    |                 |
| 1965 | Pigen og millionæren                  | Max, imprisario for Marlene                    |                 |
| 1965 | Mor bag rattet                        | Racer Robert, Harlys far                       |                 |
| 1965 | Een pige og 39 sømænd                 | Kaptajn Barker                                 |                 |
| 1965 | Hold da helt ferie                    | Søren Justesen                                 |                 |
| 1966 | Dyden går amok                        | højesteretssagfører Niels Åge Piltøft          |                 |
| 1966 | Jeg - en elsker                       | Direktør Ole Schmidt                           |                 |
| 1966 | Nu stiger den                         | Just                                           |                 |
| 1966 | Min søsters børn                      | Børnepsykologen onkel Erik Lund                |                 |
| 1967 | Tre mand frem for en trold            | Max, journalist på Aftenbladet                 |                 |
| 1967 | Min kones ferie                       | grosserer Allan Thorsen                        |                 |
| 1967 | Elsk din næste                        | Kostøl, hotelvært med øje for det kommercielle |                 |
| 1967 | Min søsters børn på bryllupsrejse     | Børnepsykologen onkel Erik Lund                |                 |
| 1968 | Min søsters børn vælter byen          | Børnepsykologen onkel Erik Lund                |                 |
| 1968 | Dyrlægens plejebørn                   | cirkusdirektør Don Pedro                       |                 |
| 1969 | Mig og dig                            | jurist Henning Hansen                          |                 |
| 1969 | Helle for Lykke                       | diskotekejer Steffensen                        |                 |
| 1969 | Ta' lidt solskin                      | gårdsanger Poul Otto Madsen                    |                 |
| 1970 | Mazurka på sengekanten                | rektor Bosted                                  |                 |
| 1971 | Tjærehandleren                        | distriktslæge Verner Vestad                    |                 |
| 1971 | Min søsters børn når de er værst      | Børnepsykologen onkel Erik Lund                |                 |
| 1972 | Takt og tone i himmelsengen           | Baron Joachim von Hasteen                      |                 |
| 1972 | Rektor på sengekanten                 | Hr. Bosted, kulturminister                     |                 |
| 1972 | Motorvej på sengekanten               | Hr. Boserup, hendes mand                       |                 |
| 1973 | Fætrene på Torndal                    | Frands, deres fætter                           |                 |
| 1973 | Olsen-banden går amok                 | Kriminalassistent Jensen                       |                 |
| 1974 | Olsen-bandens sidste bedrifter        | Kriminalassistent Jensen                       |                 |
| 1974 | Mafiaen - det er osse mig!            | Olfert, gangster og smugler                    |                 |
| 1975 | Olsen-banden på sporet                | Kriminalassistent Jensen                       |                 |
| 1975 | Familien Gyldenkål                    | Charles 'Sjas' Gyldenkål (opr. Iversen)        |                 |
| 1976 | Olsen-banden ser rødt                 | Kriminalassistent Jensen                       |                 |
| 1976 | Brand-Børge rykker ud                 | Brand-Børge                                    |                 |
| 1976 | Kassen stemmer                        | Direktør Karmann                               |                 |
| 1976 | Spøgelsestoget                        | hendes chauffør Heinz-Otto von Münsterland     |                 |
| 1976 | Familien Gyldenkål sprænger banken    | Charles 'Sjas' Gyldenkål (opr. Iversen)        |                 |
| 1977 | Familien Gyldenkål vinder valget      | Charles 'Sjas' Gyldenkål (opr. Iversen)        |                 |
| 1977 | Pas på ryggen, professor!             | Oscars fars stemme                             |                 |
| 1977 | Olsen-banden derud a'                 | Kriminalassistent Jensen                       |                 |
| 1977 | Hærværk                               | Kryger                                         |                 |
| 1978 | Olsen-banden går i krig               | Kriminalassistent Jensen                       |                 |
| 1979 | Olsen-banden overgiver sig aldrig     | Kriminalassistent Jensen                       |                 |
| 1979 | Rend mig i traditionerne              | dr. Schmidt                                    |                 |
| 1981 | Olsen-bandens flugt over plankeværket | Kriminalassistent Jensen                       |                 |
| 1981 | Olsen-banden over alle bjerge         | Kriminalassistent Jensen                       |                 |
| 1981 | Jeppe på bjerget                      | Ridefogeden                                    |                 |
| 1982 | Kidnapning                            | De Mille                                       |                 |
| 1983 | Otto er et næsehorn                   | Hr. Otto Løwe, Viggos far                      |                 |
| 1983 | De uanstændige                        | Kontorchef Simonsen, Thomas' far               |                 |
| 1984 | Rainfox                               | Kødgrosserer Brander                           |                 |
| 1985 | Den kroniske uskyld                   | Rektor                                         |                 |
| 1987 | Sidste akt                            | Harry                                          |                 |
| 1987 | Babettes gæstebud                     | Kusken                                         |                 |
| 1987 | Pelle Erobrereren                     | Godsejer Kongstrup                             |                 |
| 1988 | Pigen i gyngen                        |                                                | udenlandsk film |
| 1990 | Camping                               | Kraftværkfører Viborg                          |                 |
| 1991 | Høfeber                               | Overlæge Klausen                               |                 |
| 1994 | Frække Frida og de frygtløse spioner  | Fridas morfar                                  |                 |
| 1998 | Olsen-bandens sidste stik             | Kriminalassistent Jensen                       |                 |

### Serier
| År        | Titel                           | Rolle                                                   | Noter                                  |
| --------- | ------------------------------- | ------------------------------------------------------- | -------------------------------------- |
| 1973-77   | Huset på Christianshavn         | Holger (1973), Advokat Lorentzen (1974), Theodor (1977) | tre forskellige biroller               |
| 1979-1981 | Matador                         | sagfører Viggo Skjold Hansen                            |                                        |
| 1984      | Niels Klims underjordiske rejse | Borgmesteren                                            | asnit 2                                |
| 1984      | Anthonsen                       | kriminalkommisær Fredlund                               | rollen ligner Kriminalassistent Jensen |
| 1988-89   | Station 13                      | vicepolitikommissær Arnold Simonsen                     | afsnit 4, 5, 8                         |
| 1992      | Skibet i Skilteskoven           | Viggo Velva                                             | julekalender                           |
| 1997      | Den hemmelige tunnel            | Mortensens chef                                         | julekalender                           |

### Stemme til tegnefilm
| År   | Titel                             | Rolle               | Noter |
| ---- | --------------------------------- | ------------------- | ----- |
| 1953 | Peter Pan                         | dreng               |       |
| 1967 | Asterix og hans gæve gallere      | Kontra Ventum       |       |
| 1993 | Jungledyret                       |                     |       |
| 1998 | H.C. Andersen og den skæve skygge | Teaterdirektøren    |       |
| 2000 | Dinosaurerne                      | Jar                 |       |
| 2001 | Prop og Berta                     | Borgmester Frandsen |       |

## Priser og hædersbevisninger
- 1965 Filmfondens legat
- 1969 Saga Films Æreskunstner
- 1972 Clara Pontoppidans fødselsdagslegat
- 1984 Ole Haslunds Kunstnerlegat
- 1988 Holger Gabrielsens Æreslegat
- 1994 Olaf Ussings legat